# Straßenbahn Tilsit

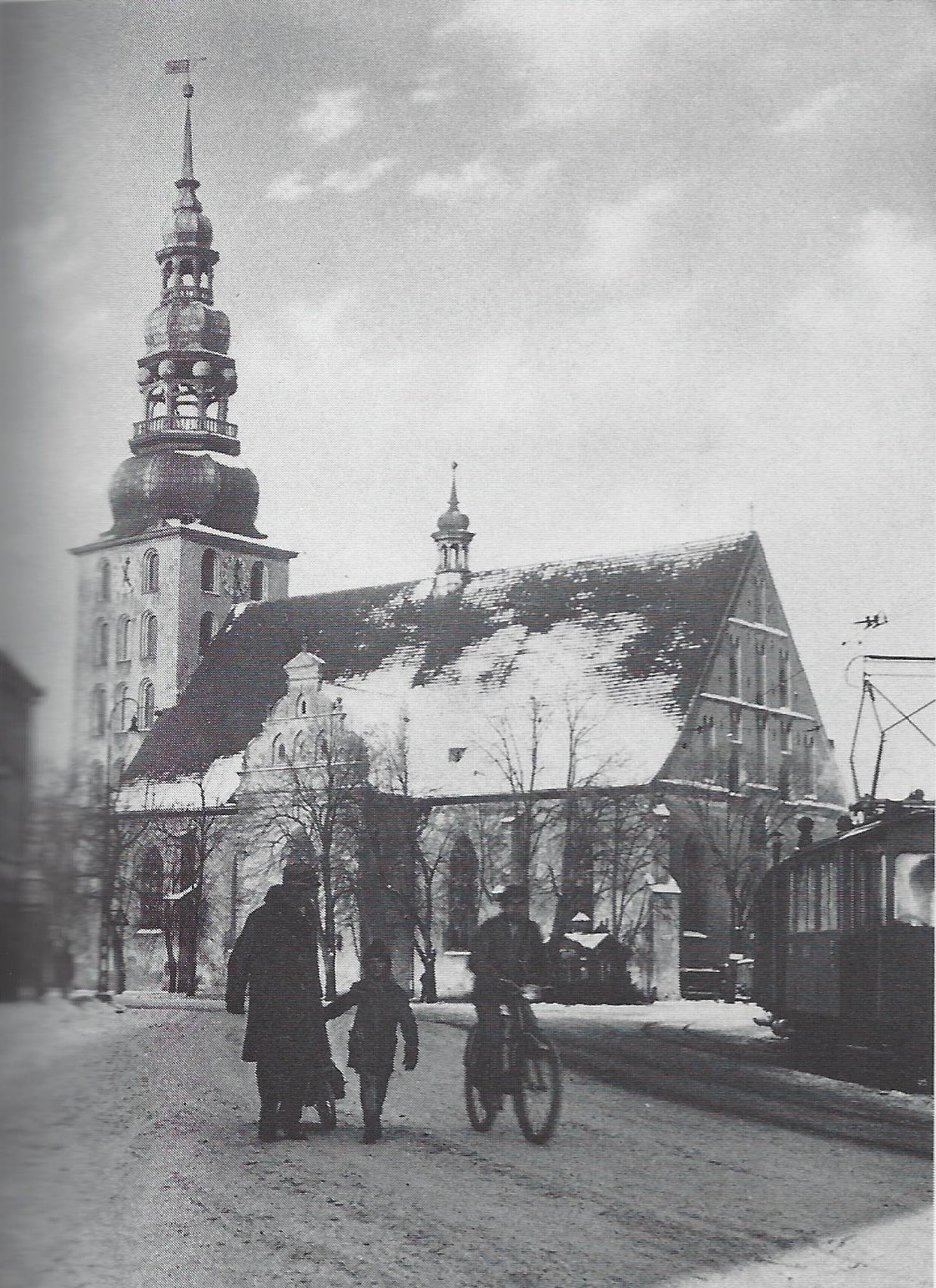
Straßenbahn bei der Deutschen Kirche (um 1914)

Die Straßenbahn Tilsit verkehrte von 1901 bis 1944 in der ostpreußischen Stadt Tilsit (heute Sowetsk). 
Die Elektrizitätswerk und Straßenbahn Tilsit AG wurde am 14. Juni 1912 von der Elektrizitäts-AG vormals W. Lahmeyer & Co. (EAG) mit einem Kapitalanteil von 100 % als eigene Gesellschaft für die Straßenbahn und das Elektrizitätswerk in Tilsit gegründet. Sie wurde im Jahr 1936 aufgelöst, d. h. Straßenbahn und Elektrizitätswerk wurden wieder unmittelbar in die EAG eingegliedert.
Die elektrische Straßenbahn wurde 1901 in der damals etwa 40.000 Einwohner zählenden Stadt Tilsit, im Nordosten der preußischen Provinz Ostpreußen, eröffnet. Sie wurde samt dem Elektrizitätswerk von der Elektrizitäts-AG vormals W. Lahmeyer & Co. (EAG) in Frankfurt am Main erbaut und betrieben. Die ersten Fahrzeuge der Tilsiter Straßenbahn wurden von der Waggonfabrik Uerdingen geliefert. 1934–1935 wurden sechs Triebwagen von der Hagener Straßenbahn übernommen.
Die Tilsiter Straßenbahn war meterspurig angelegt. Der Betrieb wurde kriegsbedingt im Oktober 1944 eingestellt.
Von der Tilsiter Straßenbahn existieren im heutigen Sowetsk nur noch wenige Spuren, darunter einige Oberleitungsrosetten an den Vorkriegsbauten in der Innenstadt.

## Betriebsmittel
Das meterspurige Streckennetz erreichte einen größten Umfang von knapp elf Kilometer, auf dem schon Ende 1901 insgesamt vier Linien verkehrten:
- Ringlinie 4,06 km
- Hohe Straße – Splitter 3,96 km (etwa 1913 bis Waldfriedhof verlängert)
- Wasserwerk – Jakobsruh 3,19 km (etwa 1910 zwischen dem Hohen Tor und Jakobsruh eingestellt)
- Kasernenstraße – Kallkappen 2,50 km (am 17. Oktober 1937 eingestellt)

Bei Kriegsbeginn 1939 wurde nur noch eine 6,33 km lange Linie vom Engelsberg über den Fletcherplatz (früher Getreidemarkt) – Bahnhof – Stolbeck – Splitter zum Waldfriedhof befahren. Ihr Betrieb wurde im Oktober 1944 eingestellt, als sich die Front der Stadt unmittelbar genähert hatte und eine zivile Evakuierung in Tilsit erfolgte. Nach dem Ende der Kampfhandlungen wurde der Verkehr nicht wieder aufgenommen. Der Verbleib des Wagenparks der Tilsiter Straßenbahn ist unbekannt.
Der Fahrzeugpark umfasste 1914 16 Triebwagen, vier Beiwagen und fünf Spezialwagen und war 1939 auf zehn Triebwagen, vier Beiwagen und zwei Spezialwagen geschrumpft. Allerdings waren eine elektrische Lokomotive und drei Kraftomnibusse hinzugekommen: Seit 1937 wurden zwei Omnibuslinien betrieben, darunter eine nach Kallkappen anstelle der 1937 stillgelegten Straßenbahn. 1935 wurden sechs Triebwagen der Hagener Straßenbahn AG an die Tilsiter Straßenbahn verkauft.
Die Elektrolok wurde von der Ostdeutschen Eisenbahn-Gesellschaft (ODEG) für ihre Züge genutzt, die vom Getreidemarkt (später Fletcherplatz) in Tilsit über die Memel nach Miekieten fuhren und dort den Anschluss an die Kleinbahn Pogegen–Schmalleningken herstellten. Diese Strecke blieb zwischen 1919 und 1939 in Betrieb, als das Land auf dem rechten Memelufer unter litauische Hoheit gestellt wurde und Tilsit Grenzstadt war. Die Kleinbahn hat 1944 kriegsbedingt den Verkehr einstellen müssen.
In den früheren Statistiken (1914, 1928) werden zwei Elektroloks bei der ODEG geführt. Die Oberleitung der Bahn nach Miekieten gehörten der Tilsiter Straßenbahn, die Schienen jedoch der Ostpreußischen Kleinbahnen AG, deren Betriebsführungsgesellschaft die ODEG war.